# リオネグロ・アギラス
アギラス・ドラダス（Águilas Doradas）は、コロンビア・アンティオキア県のリオネグロを本拠地とするサッカークラブである。

## 歴史
2008年、元サッカー選手のホセ・フェルナンド・サラサールが代表を務める投資家グループがバホ・カウカFC（Bajo Cauca FC）を買収、クラブはアンティオキア県のイタグイに移転した。2010年、クラブは2部リーグのカテゴリア・プリメーラBで優勝し、1部昇格を達成した。
2014年5月、イタグイの地方政府から受け取った資金援助に関する市長とクラブ会長間の紛争の結果、クラブはイタグイから追放された。イタグイの会長が市による財政支援が不十分だと公に批判、このため市はクラブの追放を決定した。この事件の結果、クラブは7月にリサラルダ県ペレイラに移転しクラブ名もアギラス・ペレイラ（Águilas Pereira）に変更された。
2015年3月、現在の本拠地であるリオネグロに移転し、アギラス・ドラダス（Águilas Doradas）と改名した。2016年1月、クラブ名が現在のリオネグロ・アギラス（Rionegro Águilas）に変更され、ユニフォームカラーもそれまでの金から赤に変わった。

## タイトル

### 国内タイトル
- カテゴリア・プリメーラB:（1）

2010

### 国際タイトル
なし

## 現所属メンバー
2023年7月18日 現在
注：選手の国籍表記はFIFAの定めた代表資格ルールに基づく。
| No. | Pos. |            | 選手名                       |
| --- | ---- | ---------- | ---------------------------- |
| 2   | DF   | コロンビア | セバスティアン・ロドリゲス   |
| 3   | DF   | コロンビア | フェリペ・アギラール         |
| 4   | DF   | コロンビア | マテオ・プエルタ             |
| 5   | DF   | コロンビア | カルロス・アルボレダ         |
| 6   | DF   | コロンビア | ジョハン・エスコバル         |
| 7   | MF   | コロンビア | フアン・エステバン・アバロ   |
| 8   | MF   | ボリビア   | モイセス・ビジャロエル       |
| 9   | FW   | コロンビア | アントニー・バスケス         |
| 12  | GK   | コロンビア | フアン・ダビド・バレンシア   |
| 16  | MF   | コロンビア | ジャン・ピネダ               |
| 17  | DF   | コロンビア | ジェイソン・キニョネス       |
| 18  | FW   | コロンビア | マルコ・ペレス               |
| 19  | FW   | コロンビア | ウィルソン・モレーロ         |
| 20  | FW   | コロンビア | ジョン・フレディ・サラサール |
| 21  | DF   | コロンビア | ヨニ・モスケラ               |
| 22  | MF   | コロンビア | ヘスス・リバス               |

| No. | Pos. |            | 選手名                     |
| --- | ---- | ---------- | -------------------------- |
| 23  | MF   | コロンビア | ホアン・カバジェロ         |
| 24  | DF   | コロンビア | ジャン・ペスターニャ       |
| 26  | DF   | コロンビア | ディラン・ロサノ           |
| 27  | MF   | ベネズエラ | オスカル・エルナンデス     |
| 28  | MF   | コロンビア | ギジェルモ・セリス ()      |
| 30  | DF   | コロンビア | ニコラス・ララ             |
| 32  | DF   | コロンビア | ハビエル・メナ             |
| 33  | MF   | コロンビア | アウリ・オリベロス         |
| 34  | GK   | コロンビア | セバスティアン・ゲラ       |
| 47  | FW   | コロンビア | ダビド・レモス             |
| 70  | MF   | コロンビア | ジェイレル・ゴエス         |
| 90  | FW   | コロンビア | ロイネル・ベニテス         |
| -   | GK   | コロンビア | エクトル・アランゴ         |
| -   | DF   | コロンビア | ハイエン・パラシオス       |
| -   | MF   | コロンビア | フアン・パブロ・オタルバロ |
| -   | FW   | コロンビア | ファビアン・チャラレス     |

## 歴代所属選手
- レネ・イギータ 2005
- ヨハン・フォンランテン 2011-2012
- ハビエル・アリサラ 2011-2012
- ロビンソン・サパタ 2012-2013
- クリスティアン・ナザリト 2013
- ブラディミール・マリン 2015
- フェリペ・バロイ 2016-2017
- ダニエル・ムニョス 2017-2019